# Denise Dresser

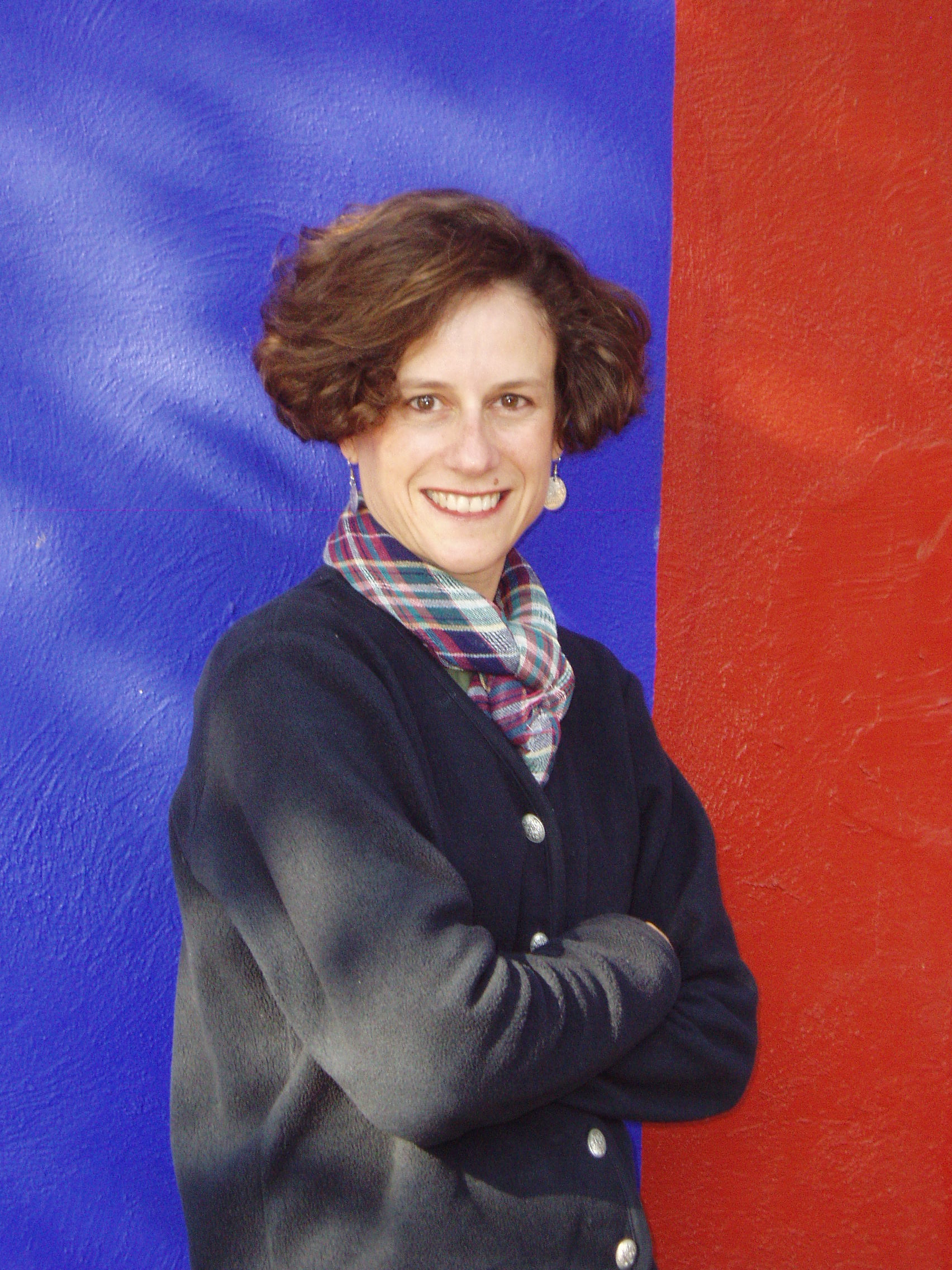
Denise Dresser

Denise Eugenia Dresser Guerra (* 22. Januar 1963) ist eine mexikanische Politik-Analystin, Schriftstellerin und Universitätsprofessorin. Derzeit (2009) ist sie ein Mitglied der Fakultät für Politikwissenschaft im Instituto Tecnológico Autónomo de México (ITAM), wo sie seit 1991 Vergleichende Politikwissenschaft, politische Ökonomie, und mexikanische Politik lehrt.

## Akademische Laufbahn
Nach Abschluss ihres Bachelors 1985 in El Colegio de México und ihres Masters in Politikwissenschaft im Jahr 1987 an der Princeton University erlangte sie 1994 den Doktortitel in Politik. Sie erhielt Stipendien von der Ford Foundation, der Rockefeller Foundation, dem Institut für Weltpolitik, dem Zentrum für Internationale Studien an der Princeton University und der Organisation Amerikanischer Staaten. Im Jahr 1993 wurde sie „Junior Third World Scholar“ von der International Studies Association.
Sie lehrte an der Georgetown University und an der University of California, Berkeley. Dresser ist Fellow an der School of Public Policy an der University of California, Los Angeles, Visiting Fellow am Zentrum für US-mexikanischen Studiuen an der University of California, San Diego, Post-Doctoral Fellow am Center for International Studies an der University of Southern California, Senior Visiting Fellow an der Inter-American Dialog in Washington, DC, und Fellow an dem Salzburg Seminar.

## Arbeit und Auftritte
Dresser ist Autorin zahlreicher Publikationen über mexikanische Politik und die US-mexikanischen Beziehungen, darunter Neopopulist Solutions to Neoliberal Problems: Mexico's National Solidarity Program, Exporting Conflict: Transboundary Consequences of Mexican Politics, Treading Lightly and Without a Stick: International Actors and the Promotion of Democracy in Mexico, Falling From the Tightrope: The Political Economy of the Mexican Crisis und Mexico: From PRI Predominance to Divided Democracy.
Sie veröffentlichte Artikel im Journal of Democracy, Current History, dem Harvard International Journal of Press and Politics und in Foreign Policy. Sie schreibt eine politische Kolumne für die mexikanische Zeitung Reforma und die Nachrichten der Woche Proceso und war Gastgeberin der politischen Talkshow „Entre Versiones“ im mexikanischen Fernsehen. Sie war als politische Analystin in zahlreichen Radio- und TV-Programmen, einschließlich der Mesa Política mit José Gutiérrez vivo und El cristal con que se mira mit Víctor Trujillo.
Dresser ist Mitherausgeberin der Los Angeles Times und hat an zahlreichen Artikeln der New York Times und von La Opinión mitgearbeitet. Sie ist außerdem eine häufige Kommentatorin der mexikanischen Politik in den USA und in kanadischen Medien. Sie arbeitete auch als Beraterin für das Entwicklungsprogramm der Vereinten Nationen, die Barings-Forschung und die Bank von Montreal. Dresser ist Mitglied des Forschungsrates des „Forum for Democratic Studies“, der Nationale Stiftung für Demokratie, der Weltakademie für Kunst und Wissenschaft, des Beirates der Trans-National Research Corporation, der Redaktion der Latin American Research Review, des Beirates der Menschenrechtenkommission, der Global Affairs Board Occidental College, the board of the General Service Foundation und des Beirates der Fondo de Cultura Económica. Sie ist Mitglied im Bürgerkomitee zur Untersuchung des so genannten „schmutzigen Krieges“ in Mexiko und derzeit auch im Vorstand der Menschenrechtskommission von Mexiko-Stadt.
Sie bearbeitet eine Bestseller-Sammlung mit Aufsätzen prominenter mexikanischer Frauen mit dem Titel Gritos y susurros: experiencias intempestivas de 38 mujeres und produzierte eine TV-Dokumentation basierend auf dem Buch. Ihre jüngste Publikation, in Zusammenarbeit mit dem Schriftsteller Jorge Volpi, ist ein Buch über politische Satire: México: lo que todo ciudadano quisiera (no) saber de su patria.

## Publikationen (Auswahl)
- Kapitel von “How Great Women Lead”, edited by Bonnie St. John and Darcy Deane,  New York: Center Street, 2012.
- El país de uno: reflexiones para entender y cambiar a México,  México, Editorial Aguilar, 2011
- “Hoy Toca” en Díalogos con Germán Dehesa,  México, Editorial La Gunilla, 2011.
- “Monopolios y desarrollo democrático”, Enrique Florescano (coord.), La privatización de lo público, 2010.
- “Mexico: Drugs and Democracy,” Berkeley Review of Latin American Studies, June 2009.
- Gritos y susurros II: Experiencias intempestivas de otras 39 mujeres, México, Santillana, 2009.
- “Democracia de baja calidad”, Revista Mexicana de Comunicación, Ano 21, No. 114, 2008.
- “Tiempo de coraje moral”, in Adiós a las trampas, México, Fondo de Cultura Económica, 2008.
- “Mi Julieta, Revista de la Universidad”, octubre 2007.
- “El periodismo forever”, Revista de la Universidad, Febrero 2007.
- “El gobierno de Vicente Fox: Un balance informado y necesario”, Nexos, 349, enero 2007.
- “Mexico 2006: A House Divided”, Berkeley Review of Latin American Studies, November 2006.
- “México 2006: una casa dividida”, Pensamiento de los confines, Buenos Aires, Fondo de Cultura Económica, número 19, diciembre de 2006.
- “Yo, ciudadana, en En voz alta: testimonios de medio siglo”, México, ISSSTE, 2006.
- Con Jorge Volpi, México: lo que todo ciudadano (no) quisiera saber sobre su patria, México, Aguilar Nuevo Siglo, 2006.
- “México: cojeando hacia atrás,” Revuelta, No. 1, 2006.
- “Reformar para gobernar”, en Manuel Camacho Solís y Diego Valadés (coordinadores), “Gobernabilidad democrática: qué reforma?”, México: UNAM, 2005.
- “Mexico under Fox”, Current History, February 2005.
- “Dilemas de la Democracia Dividida”, en Alejandro Poiré, Federico Estévez y Alejandro Moreno, (coords.), México 2003, Editorial Planeta.
- Gritos y susurros: Experiencias Intempestivas de 38 mujeres, (coordinadora), México: Grijalbo, 2004.
- “Latin American Leaders: From Boyfriends to Husbands”, Inter-American Dialogue, 2003.
- Book review, Asalto a Palacio, by Guillermo Cantú, in Foreign Policy, January/February 2002.
- Mexico Transforming, Pacific Council on International Policy, 2000 (Member of the drafting team that produced the monograph).
- Book review, La Herencia: Arqueologia de la Sucesion Presidencial en Mexico by Jorge G. Castaneda, in Foreign Policy, No. 116, Fall 1999.
- “Mexico After the July 6 Election: Neither Heaven nor Hell”, Current History, February 1998.
- Book review, “Salinas y su Imperio” by Julio Scherer in Foreign Policy, Number 110, Spring 1998.
- “Mexico: Uneasy, Uncertain, Unpredictable”, Current History, February 1997.
- “Five Scenarios for Mexico”, Journal of Democracy, Vol. 5, No. 3, July 1994.
- Neopopulist Solutions to Neoliberal Problems: Mexico's National Solidarity Program, Current Issue Brief, La Jolla: Center for U.S.-Mexican Studies, No. 3, 1991.
- “La Nueva Política Mexicana en Estados Unidos”, Estados Unidos: Informe Trimestral, México: Centro de Investigación y Docencia Económicas, Vol. I, Núm. 4, October-December 1991.